# آنا بائومگارت
آنا بائومگارت (لهستانی: Anna Baumgart؛ زادهٔ ۱۹۶۷ میلادی) یک نقاش، هنرمند مجسمه‌ساز و کارگردان فیلم است.
او بابت چیدمان‌های بزرگ و فیلم‌هایش شهرت دارد و مرکز فعالیت‌هایش شهر ورشو است.